# Мозырский округ
Мозырский округ — единица административного деления Белорусской ССР, существовавшая с июля 1924 года по июль 1930 года и с июня 1935 года по февраль 1938 года. Административный центр — город Мозырь.

## Округ в 1924—1930 годах
Первоначально включал 10 районов: Житковичский, Калинковичский, Каролинский, Копаткевичский, Лельчицкий, Мозырский, Наровлянский, Озаричский, Петриковский, Туровский.
На 1 января 1926 года площадь округа 15 632 км².
В 1926 году Мозырский район переименован в Слободской район.
В июне 1927 года в состав Мозырского округа вошёл Юревичский район упразднённого Речицкого округа. Одновременно был упразднён Слободской район.
Округ упразднён в июле 1930 года, как и большинство округов СССР. Районы переданы в прямое подчинение Белорусской ССР.
По данным переписи 1926 года, численность населения составляла 330,0 тыс. чел. В том числе белорусы — 84,0 %; евреи — 8,3 %; поляки — 2,7 %; украинцы — 2,7 %; немцы — 1,0 %.
- Мозырский округ в 1924—1927 годах
- Мозырский округ в 1927—1930 годах

## Округ в 1935—1938 годах
Вновь округ был образован в июне 1935 года в качестве пограничного округа (которые тогда создавались вдоль западной границы СССР).
Включал 9 районов: Домановичский, Ельский, Житковичский, Копаткевичский, Лельчицкий, Мозырский, Наровлянский, Петриковский, Туровский.
Упразднён в феврале 1938 года в связи с введением областного деления в Белорусской ССР.
- Мозырский округ в 1935—1938 годах